# Ronaldo Souza
Ronaldo Souza dos Santos (født 7. december 1979 i Vila Velha i Brasilien), med tilnavnet Jacaré (portugisisk udtale: [ʒakaˈɾɛ]) er en brasiliansk MMA-udøver og submission grappler, der konkurrerer i UFC's middleweight-division. Som højt respekteret grappler på den internationale scene, er Souza også den tidligere Strikeforce Middleweight-mester og har også tidligere konkurrerede i DREAM, og Jungle Fight. Han har sejre over de 3 UFC-mestre, Robbie Lawler, Chris Weidman og Vitor Belfort. I april, 2018, er han rangeret #4 på den officielle UFC middleweight-rangering.

## Baggrund
Souza blev født i Vila Velha, Brasilien, til en cafuzo-familie og voksede op i Cariacica, Brasilien. Souza havde en hård opvækst, og dagen han blev 15 år, så han en af hans gode venner blive skudt til døde. Efter denne begivenhed flyttede Souzas mor ham til Manaus for at blive boende hos sin bror, og han begyndte at træne Judo og brasiliansk jiu-jitsu, da han var 17 år. Han er otte-gange World Jiu-Jitsu Mester, herunder guldmedaljer i Openweight-klassen i 2003, 2004 og 2005. Sammen med Roger Gracie og Marcelo Garcia anses Souza for at være blandt de største BJJ-udøvere i sin tid.

## MMA-karriere

### Ultimate Fighting Championship
Souza underskrev en fem-kamps aftale med UFC i januar 2013. 
Souza skulle have haft sin UFC-debut mod Costas Philippou den 18. maj 2013 på UFC på FX 8 .  Philippou trak sig fra kampen i begyndelsen af maj og begundrede det med en flænge over sit øje og blev erstattet af Chris Camozzi.   Souza vandt via arm-triangle-choke mod Camozzi i første omgang. 
Souza knockoutede herefter Yushin Okami i første omgang den 4. september 2013 på UFC Fight Night 28. 
Souza mødte Kelvin Gastelum den 12. maj 2018 på UFC 224.  Han tabte kampen via delt afgørelse.  Kampen modtog også Fight of the Night-bonusprisen. 
Souza skulle have mødt David Branch den 3. november 2018 ved UFC 230.  Men den 19. oktober 2018 blev det rapporteret, at Souza erstattede en skadet Luke Rockhold for at møde Chris Weidman på kampkortet.  Han vandt kampen via knockout i tredje omgang.  Begge kæmpere vandt Fight of the Night-bonussen for deres indsats. 
Souza var planlagt til at møde Yoel Romero den 27. april 2019. Det blev dog rapporteret i begyndelsen af april, at Romero meldte afbud på grund af sygdom. Souza forblev på kortet og mødte i stedet Jack Hermansson i hovedbegivenheden på UFC Fight Night: Jacaré vs. Hermansson. Han tabte kampen via enstemmig beslutning efter at være blevet domineret i de fem omgange.

## Privatliv
Souza og hans kone, Larissa Carvalho, har tre børn. 

## Mesterskaber og præstationer

### MMA
- Ultimate Fighting Championship
  - Fight of the Night (2 gange) vs. Kelvin Gastelum and Chris Weidman [21] [16]
  - Performance of the Night (4 gange) vs. Gegard Mousasi, Vitor Belfort, Tim Boetsch og Derek Brunson
  - Indsendelse af natten (1 gang) vs. Chris Camozzi
- Strikeforce
  - Strikeforce Middleweight Championship (1 gang)
  - Et vellykket titelforsvar
- DREAM
  - 2008 DREAM Middleweight Grand Prix Runner-up
- Sherdog
  - 2014 All-Violence Third Team